# Suratgarh
Suratgarh è una suddivisione dell'India, classificata come municipality, di 58.076 abitanti, situata nel distretto di Ganganagar, nello stato federato del Rajasthan. In base al numero di abitanti la città rientra nella classe II (da 50.000 a 99.999 persone).

## Geografia fisica
La città è situata a 29° 19' 0 N e 73° 54' 0 E e ha un'altitudine di 167 m s.l.m..

## Società

### Evoluzione demografica
Al censimento del 2001 la popolazione di Suratgarh assommava a 58.076 persone, delle quali 31.062 maschi e 27.014 femmine. I bambini di età inferiore o uguale ai sei anni assommavano a 8.741, dei quali 4.733 maschi e 4.008 femmine. Infine, coloro che erano in grado di saper almeno leggere e scrivere erano 36.499, dei quali 21.845 maschi e 14.654 femmine.